# أولاد داوود (عين الزهرة)
أولاد داوود هي إحدى مشيخات المملكة المغربية، تتبع جغرافيا لإقليم الدريوش وإداريًا لعين الزهرة. يقدر عدد سكانها بـ 10793 نسمة حسب الإحصاء الرسمي للسكان والسكنى لسنة 2004.